# Ю Ес Нюз енд Уърлд Рипорт
U.S. News & World Report е седмично новинарско списание основано през 1933 г. и базирано в Ню Йорк.
Заедно с Time и Newsweek, то е сред водещите седмични новинарски издания. В неговия фокус са главно политически, икономически, здравни и образователни теми. Считано е за третото най-разпространено списание след Time и Newsweek. 
През последните години става особено известно с класациите си и годишните си доклади за американските колежи, висши училища и болници.
През ноември 2010 г. се съобщава, че след излизането от печат на декемврийското издание, U.S News & World Report ще премине само в онлайн формат, въпреки че списанието все още се печата за специални издания на колежи, болници и лични финанси.